# Hypericum marginatum
Hypericum marginatum är en johannesörtsväxtart som beskrevs av Jurij Nikolajevitj Voronov. Hypericum marginatum ingår i släktet johannesörter, och familjen johannesörtsväxter. Inga underarter finns listade i Catalogue of Life.